# Xenotriccus
Xenotriccus – rodzaj ptaków z podrodziny wodopławików (Fluvicolinae) w rodzinie tyrankowatych (Tyrannidae).

## Zasięg występowania
Rodzaj obejmuje gatunki występujące w Meksyku i Ameryce Centralnej.

## Morfologia
Długość ciała 11,5–14,5 cm.

## Systematyka

### Etymologia
- Xenotriccus: gr. ξενος xenos „nieznajomy, obcy”; τρικκος trikkos – niezidentyfikowany mały ptak. W ornitologii triccus oznacza ptaka z rodziny tyrankowatych[6].
- Aechmolophus: gr. αιχμη aikhmē „włócznia”; λοφος lophos „czub, grzebień”[7]. Gatunek typowy: Aechmolophus mexicanus J.T. Zimmer, 1938

### Podział systematyczny
Pokrewieństwo w obrębie plemienia niepewne. Do rodzaju należą następujące gatunki:
- Xenotriccus callizonus Dwight & Griscom, 1927 – czubotyranka rdzawopierśna
- Xenotriccus mexicanus (J.T. Zimmer, 1938) – czubotyranka meksykańska